# Доктор Ху (14. серијал)
Четрнаести серијал британске научнофантастичне серије Доктор Ху премијерно је емитован од 11. маја до 22. јуна 2024. године. Маркетинг серијала га назива „првом сезоном” након промена у продукцији и стицања права на међународно емитовање серије од стране Disney+-а. Ово је пети серијал који води Расел Т. Дејвис као главни сценариста и извршни продуцент и први од његовог повратка у серију на којој је претходно радио од 2005. до 2010. године. Овај серијал је четрнаести емитован од оживљавања серије 2005. и укупно четрдесета сезона. Четрнаести серијал је најављен заједно са Дејвисовим повратком за 60. годишњицу серије 2023. и надаље, када је потврђено да је компанија Bad Wolf постала копродуцент.
Серијал је први у ком глуми Шути Гатва као Петнаести Доктор, нова инкарнација Доктора, ванземаљског Господара времена који путује кроз време и простор у ТАРДИС-у који споља изгледа као британска полицијска говорница. Петнаести Доктор се први пут појавио у „Кикоту” (2023) кроз „би-генерацију” у којој се одвојио од свог претходника, Четрнаестог Доктора (Дејвид Тенант), уместо да га замени. Серијал је такође представио Мили Гибсон као најновију Докторову сапутницу Руби Сандеј.
Серијалу је претходила божићна епизода 25. децембра 2023. године, а сам серијал се састоји од осам епизода које су режирали Џули Ен Робинсон, Бен Чесел, Дилан Холмс Вилијамс и Џејми Донохју. Поред Дејвиса, који је написао шест епизода, сценаристи су били и Кејт Херон, Брајони Редмен и бивши шоуранер и главни сценариста Стивен Мофат. Снимање је почело у децембру 2022, а завршено у јулу наредне године. Ово је први серијал који је продуциран у студију Wolf Studios Wales након пресељења из студија Roath Lock за специјале поводом 60. годишњице серије.

## Улоге

### Главне
- Шути Гатва као Петнаести Доктор
- Мили Гибсон као Руби Сандеј

### Епизодне
- Бони Ленгфорд као Мел Буш (епизоде 7−8)

## Епизоде
| Специјал |   |                         |                      |                             |                    |      |
| 179 | — | „Црква на Руби роуду”   | Марк Тондереј        | Расел Т. Дејвис             | 25. децембар 2023. | 7,49 |
| Деветнаест година раније, жена са капуљачом оставља своју бебу испред цркве. У данашње време, пронађено дете − Руби Сандеј − покушава да пронађе своје родитеље користећи ДНК тест, али безуспешно. Након интервјуа са Давином Макол, Руби се стално суочава са лошом срећом и има неколико сусрета са Петнаестим Доктором. Након што њена усвојитељка Карла одлучи да усвоји још једну бебу, Руби сведочи како гоблини отимају дете и укрцава се на њихов летећи брод да је спасе, поново сусрећући Доктора. Заробљен од стране гоблина, Доктор открива да су гоблини манипулисали временом како би изазвали Рубину лошу срећу и хранили се случајношћу – наиме и Руби и беба су рођени на Бадње вече. Доктор и Руби спасавају бебу да је гоблини не поједу и враћају је кући. Случајности које везују Доктора и Руби доводе до тога да гоблини путују кроз време и поједу Руби као бебу. Доктор путује уназад деветнаест година да би спасио бебу Руби, уништавајући гоблине и њихов брод. Враћајући се у данашње време, Доктор и Руби се поново удружују, али он одлази према ТАРДИС-у. Руби закључује да је Доктор путник кроз време и полази са њим.                             |   |                         |                      |                             |                    |      |
| Серијал |   |                         |                      |                             |                    |      |
| 180 | 1 | „Свемирска бебе”        | Џули Ен Робинсон     | Расел Т. Дејвис             | 11. мај 2024.      | 4,01 |
| Доктор води Руби на свемирску станицу у будућности која кружи око друге планете. Пошто су открили чудовиште на доњим палубама станице, њих двоје откривају посаду беба које говоре како управљају бродом на горњим нивоима. Након што су погрешно схватили Доктора и Руби као њихове родитеље, посада објашњава да су сами већ шест година, под старатељством НАН-Е, за коју се открива да је Џослин, последњи члан првобитне посаде станице који је остао након што је посади наређено да напусти станицу. Доктор и Руби истражују створење познато као Бабарога и сазнају да је генетски узгојено из остатка бебећег шлајма, баш као што су и бебе узгајане на броду. Џослин покушава да избаци створење из ваздушне коморе, али је Руби и Доктор заустављају. Након тога, Доктор поправља станицу и дозвољава Џослин, бебама и Бабароги да крену ка свом новом дому. Позива Руби да настави да путује са њим, али је упозорава да је никада не може вратити на дан њеног рођења. Уместо тога, Руби тражи да се врати да види Карлу и Чери, док Доктор почиње да скенира Рубин ДНК.                                                                                                 |   |                         |                      |                             |                    |      |
| 181 | 2 | „Ђавољи акорд”          | Бен Чесел            | Расел Т. Дејвис             | 11. мај 2024.      | 3,91 |
| Године 1925. учитељ музике показује свом ученику тритон или „ђавољи акорд” који призива биће познато као Маестро које убија учитеља конзумирајући музику из његовог срца. На Рубин захтев, Доктор је води у Лондон 1963. године да види како Битлси снимају свој први албум у музичком студију EMI. Од Џона Ленона и Пола Макартнија откривају да је свет изгубио укус за музику, због чега се Доктор плаши да ће будућност човечанства бити промењена. Он тера Руби да свира песму, привлачећи пажњу Маестра, који једе музику из сваког човека. Након бекства од Маестра, Доктор води Руби у њену садашњост, откривајући да је свет погодила нуклеарна зима. Појављује се Маестро, откривајући се као дете Творца Играчака, са сличним моћима у погледу музике. Маестро преузимају контролу над ТАРДИС-ом, приморавајући Доктора да се врати у студио 1963. године. Тамо, он и Руби покушавају да пронађу акорд којим би прогнали Маестра, али не успевају у овом науму. Џон и Пол стижу да одсвирају акорд који заробљава Маестра, који Доктору најављује долазак „Оног који чека”. Музика се враћа у свет, а Доктор и Руби се упуштају у музичку нумеру пре одласка у ТАРДИС.        |   |                         |                      |                             |                    |      |
| 182 | 3 | „Бум”                   | Џули Ен Робинсон     | Стивен Мофат                | 18. мај 2024.      | 3,58 |
| Пошто је ТАРДИС слетео на ратом разорену планету Кастарион 3, Доктор случајно нагази на мину. Доктор је приморан да остане на мини, како не би ризиковао да је активира. Руби и Доктор разговарају са AI рекреацијом војника, Џоном Френсисом Вејтером, који је недавно убијен од стране „хитне помоћи” јер му је време опоравка било предуго. Ратну опрему производи Виленгард, који контролише своје производе помоћу алгоритма који максимизира профит. Вејтерова ћерка Сплајс, а касније и још два војника, стижу на бојно поље. У забунии која је уследила, Руби је смртно рањена након што ју је један од војника погрешно схватио као претњу. Доктор објашњава војницима да је рат лажно креиран од стране алгоритма, јер нема непријатеља, а војници се уместо тога боре са опремом коју контролише Виленгард, која укључује и нагазне мине. Доктор шаље Вејтерову рекреацију до хитне помоћи, која служи као вирус да надјача алгоритам, деактивира рудник и натера хитну помоћ да оживи Руби. Са окончањем сукоба на Кастариону 3, Доктор и Руби одлазе. |   |                         |                      |                             |                    |      |
| 183 | 4 | „73 јарди”              | Дилан Холмс Вилијамс | Расел Т. Дејвис             | 25. мај 2024.      | 4,06 |
| Пошто је слетео у Велс, Доктор случајно разбија вилински круг који садржи поруке у којима се помиње неко по имену „Бесни Џек” пре него што изненада нестане. Руби почиње да прати мистериозна жена која, иако изгледа као да стоји мирно, одржава се на сталној удаљености од 73 јарди (67 метара) од ње. Свако ко приђе жени бежи од страха и од ње и од Руби. Године пролазе, а Руби покушава да одржи нормалан живот док је жена још увек прати. Године 2046. Руби чује предизборни говор Роџера ап Гвилијама (за кога је Доктор раније поменуо да је изазвао нуклеарно уништење након што је постао премијер Уједињеног Краљевства), у којем Роџер себе назива „Бесни Џек”. Убацујући се у Роџерову изборну екипу, Руби успева да доведе жену поред Роџера, који након сусрета престрављен подноси оставку на месту премијера. Више од 40 година касније, жена прилази остарелој Руби која је потом послата у прошлост до времена њеног доласка у Велс са Доктором. Старија Руби је у стању да утиче на своју млађу верзију да упозори Доктора да не разбије вилински круг, спречавајући његов нестанак.                                                                          |   |                         |                      |                             |                    |      |
| 184 | 5 | „Тачка и мехур”         | Дилан Холмс Вилијамс | Расел Т. Дејвис             | 1. јун 2024.       | 3,38 |
| Линди Пепер-Бин живи у Фајнтајму, заједници белих, богатих младих одраслих у колонизованом ванземаљском свету у граду окруженим опасним „Дивљим шумама”. Људи из Фајнтајма доживљавају живот кроз интерфејс друштвених медија у облику мехура којим се управља кроз индивидуалне металне сфере познате као Тачке. Линди примећује да је неколико њених пријатеља нестало. Доктор и Руби се појављују на њеном мехуру, упозоравајући је на екстремну опасност. Спуштајући мехур, Линди види џиновска створења налик пужевима како једу становнике Фајнтајма. Доктор и Руби упућују Линди да побегне кроз цев и чека да је спасу породице из „домаћег света”. Она упознаје другог житеља Фајнтајма, Рикија Септембера, који сазнаје да је Домаћи свет већ конзумиран. Доктор схвата да су Тачке постале свесне и да су створиле пужеве да поједу колонисте. Када су Линди и Рики сатерани у ћошак, Линди себично спасава само себе и оставља Рикија да умре. Преживели одбијају Докторову понуду за помоћ из предрасуда и одлучују да ризикују у Дивљим шумама. |   |                         |                      |                             |                    |      |
| 185 | 6 | „Роуг”                  | Бен Чесел            | Кејт Херон и Брајони Редмен | 8. јун 2024.       | 3,52 |
| Доктор и Руби стижу у Енглеску 1813. и појављују се на отменој забави. Док Руби проводи време са Емили, једном од гостију, Доктор открива Роуга, ловца на главе из будућности који прати Чулдура, мењача облика који узима облик својих жртава у виду косплеја, кога планира да ухвати и спали. Упркос томе што је Роуг у почетку мислио да је Доктор мењач облика, овај му доказује да није у праву и њих двојица развијају романсу. Доктор затим убеђује Роуга да, уместо да га убије, пошаље Чулдура у алтернативну димензију. Схватајући да Чулдуре привлачи скандал, њих двојица плешу на забави. После се претварају како Роуг жели да запроси Доктора, али Доктор бежи, привлачећи пажњу четворице Чулдура на забави. Доктор користи Роугову замку да ухвати Чулдура, али нехотице хвата Руби у замку, која је открила да је Емили такође Чулдур. Доктор стога оклева да укључи транспорт замке. Међутим, Роуг хвата уређај, избавља Руби, заузима њено место и тражи од Доктора да га пронађе пре него што активира транспорт. Руби теши Доктора, сломљеног срца. Пре одласка, он ставља Роугов прстен и са осмехом гледа у звезде.                                           |   |                         |                      |                             |                    |      |
| 186 | 7 | „Легенда о Руби Сандеј” | Џејми Донохју        | Расел Т. Дејвис             | 15. јун 2024.      | 3,50 |
| Доктор и Руби посећују штаб УНИТ-а како би истражили жену коју су видели током претходних авантура. УНИТ је већ упознат са њом: у питању је технолошка предузетница Сузан Трајад, у чије се особље инфилтрирала Мел Буш. Доктор такође жели да идентификује Рубину праву мајку. Користећи УНИТ-ов временски прозор, Доктор и Руби улазе у 3Д пројекцију Бадње вечери 2004. године, али Рубина мајка је необјашњиво замрачена. Појављује се ентитет и убија официра УНИТ-а. Мел доводи Доктора да упозна Сузан, која открива да је сањала себе у улогама особа које је Доктор посматрао. УНИТ открива да је ентитет сакрио другу инстанцу ТАРДИС-а у 2004. години. Теоретишући да невидљиви ентитет већ окружује ТАРДИС, Кејт Летбриџ-Стјуарт захтева да се покаже. Аналитичарка УНИТ-а, Харијет Арбинџер, откривена је као слуга Пантеона и демонским гласом испоручује узнемирујући монолог док се ентитет испољава у облику Сетове животиње. Сузан се претвара у језиву фигуру и открива да име „Сузан Трајад Технологија” или „Су Тех” представља Сутека, бога смрти и старог Докторовог непријатеља. Сутек открива своју намеру да побије све у универзуму.                       |   |                         |                      |                             |                    |      |
| 187 | 8 | „Царство смрти”         | Џејми Донохју        | Расел Т. Дејвис             | 22. јун 2024.      | 3,69 |
| Сутек открива да се ухватио за ТАРДИС након што га је претходно поразио Доктор и од тада је оставио инкарнацију Сузан Трајад свуда где је ТАРДИС отишао. Ове инкарнације убијају скоро сав живот у простору и времену. Доктор, Мел и Руби беже унутар „запамћеног” ТАРДИС-а створеног помоћу временског прозора. Доктор схвата да могу да пронађу Рубину праву мајку – Сутек их одржава у животу јер он такође не може да открије њен идентитет. Док Доктор и Руби претражују ДНК базу података, Мел је претворена у Сутековог слугу и транспортује све у штаб УНИТ-а. Руби и Доктор варају Сутека и користе временски вортекс да васкрсну све. Доктор убија Сутека пуштајући га у вортекс. УНИТ проналази Рубину праву мајку, тада 15-годишњакињу која је напустила Руби због своје младости и насилног очуха. Она је нормално људско биће, а њен космички значај долази само од људи који верују да мора бити посебна. Руби се поново састаје са својом сада 35-годишњом мајком и намерава да посети свог правог оца. Доктор одлази, обећавајући Руби да ће се вратити. Госпођа Флад говори публици да, иако Руби има срећан крај, Докторова прича ће се завршити у потпуном ужасу. |   |                         |                      |                             |                    |      |

## Кастинг

### Главни ликови
Аудиције за улогу Петнаестог Доктора почеле су у децембру 2021. уз помоћ кастинг директора Ендија Прајора. Дејвис је желео „нове таленте” и неког „млађег”, а већина глумаца која је била на аудицији била је млађа од 30 година. Није било ограничења у погледу пола или порекла, а аудиције су одржаване за мушкарце, жене и једног небинарног глумца. Прајор је о кастингу новог Доктора рекао: „Увек желите некога неочекиваног... [хоћете] глумца који је у супротности са оним што му је претходило, а да ипак донесе оне суштинске квалитете које Доктор има”. Шути Гатва је био последњи кандидат на аудицији за ову улогу. Гатва је претходно био најпознатији по улози Ерика Ефионга у серији Сексуално образовање. Дејвис је изјавио да је продукцијска екипа „мислила да има некога, а онда је он дошао и украо је”, описујући је као „најбољу аудицију”. Извршни продуцент Фил Колинсон изјавио је да је Гатва „радио ствари [са улогом] какве никада до тада нисам видео код неког глумца који је играо Доктора Хуа”.
Размишљао сам о томе како је свет данас ужасан и колико стресова менталног здравља има код младих људи. Желео сам јунака који није затворен, који није био сав укочен и безосећајан и [који] није био ни разметљив ни бучан. Када се деца плаше будућности и када се на TikTok-у урнебесно смеју са својим пријатељима, мислим да је живот младе особе већи и луђи и дивљији и богатији него што је био када сам ја био млад, где смо само седео и одлазио у школу.— Расел Т. Дејвис
Дејвис је желео „осећајнијег Доктора” који би био отворен о својим осећањима и „износио та осећања на површину видљивије уместо да их скрива”. Ову итерацију је описао као „јунака за младу публику”, супротстављајући Доктора традиционалним суперхеројима који „ударцима пробијају зидове”, уместо тога он је „дрско дете у задњем делу учионице”. Гатва је добио улогу у фебруару 2022. и званично је најављен као „нови Доктор” 8. маја исте године. Гатва је описао улогу као „институцију” и рекао да „за разлику од Доктора, ја можда имам само једно срце, али га целог дајем овој серији”. Многи извештаји наводили су да ће Гатва играти Четрнаестог Доктора и да ће се Тринаеста Докторка (Џоди Витакер) регенерисати у његову инкарнацију. У последњем појављивању Витакерове у серији, она се у ствари регенерисала у облик која је наизглед био идентичан Десетом Доктору. Овај лик, којег је тумачио Дејвид Тенант, потврђен је као Четрнаести Доктор уз касније појашњење да ће Гатва заправо глумити Петнаестог Доктора. Дејвис је признао да је екипа пласирала „неколико лажних прича” у штампу како би спречила било каква нагађања о Гатви.
Дејвис је желео да овај Доктор има „енергичан” и „младалачки” однос са Руби Сандеј, својом новом сапутницом; упаривање које је највише инспирисано генерацијом З. Мили Гибсон је предложена због Дејвисовог познавања Улице крунисања и њене улоге Кели Нилан. Гибсонова је присуствовала додатним аудицијама 24. септембра 2022. у продукцијским канцеларијама Bad Wolf-а у Лондону. Гатва је такође био присутан на аудицији. Он је рекао да осећа да је његовом Доктору „био потребан неко ко има исту врсту благо искоришћене, помало луде енергије”, што је Гибсонова испоручила на својој аудицији и описао њихово упаривање као еквивалент „два смутљиваца”. Гибсонова је добила улогу скоро три недеље касније, 12. октобра 2022. године. Током специјала За децу у невољи 18. новембра 2022. Гибсонова је званично најављена као сапутница Петнаестог Доктора. Према речима сценаристе Стивена Мофата, Дејвис је у раним фазама описао Руби као „класичну сапутницу – она није необично 'другачија'”, додајући да је слична Ејми Понд и Роуз Тајлер, две претходне сапутнице у серији. Дејвис је рекао да жели да настави свој обичај измишљања сапутника који почињу као „најобичнији људи”, хватајући суштину да „ТАРДИС може да слети на угао улице и одведе свакога... ко не жели да оде у те бескрајне хоризонте?”. Дејвис је разрадио лик Руби, наводећи:
Руби, богомдана, испада дивна и храбра и, да, веома посебна. Али њен стварни живот је веома мали. Живи са мамом и баком. Она зарађује 50 фунти свирајући клавијатуре по баровима. Она је живела скромним животом пре него што је упознала Доктора, а тек пошто се упустила у ове пустоловине, њена посебност долази до изражаја.
У децембру 2023. Гатва је прокоментарисао да му је забрањено да користи вулгарности док је у костиму и да је млађа публика серије у супротности са оним на шта се навикао за своју претходну улогу у Сексуалном образовању.

### Епизодни и гостујући ликови
Пошто су представљене у „Цркви на Руби роуду”, Мишел Гриниџ и Анђела Винтер су се епизодно појављивале кроз серијал као Карла и Чери Сандеј, Рубинина усвојитељка и бака. Анита Добсон се такође појавила у више епизода као Рубина комшиница, госпођа Флад. Џема Редгрејв, која је први пут дебитовала у Доктору Хуу као Кејт Летбриџ-Стјуарт 2012. године, имала је гостујућу улогу у три епизоде. Након појављивања у специјалу „Плава дивљина” (2023) у улози госпође Мериду, Сузан Твист је имала више улога у првих шест епизода серијала као наизглед различити ликови. У дводелној завршници, Твистова је имала последњу улогу као Сузан Трајад, која је открила везе између њених ликова. Александар Девринт и Јасмин Фини вратили су се после специјала 2023. да би глумили пуковника Кристофера Ибрахима и Роуз Нобл. Николас Бригс је такође поновио своју улогу гласа Влинкса. Габријел Вулф се вратио у серију да би позајмио глас Сутеку, лику коме је претходно давао глас у серијалу Пирамиде Марса из 1975. године. Бони Ленгфорд се појавила као бивши сапутница Доктора Хуа, Мел Буш.
Прва најава гостујуће звезде за серијал догодила се 9. јануара 2023. када је откривено да ће се Анеирин Барнард појавити као Роџер ап Гвилијам. Давина Мекол је играла фикционализовану верзију себе у божићном специјалу. Лени Раш је добио улогу бебе Ерика у епизоди „Свемирске бебе”, али пошто су продуценти били задивљени његовим наступом, Раш је унапређен у улогу научног саветника УНИТ-а Мориса Гибонса. Џинкс Монсун се придружила серијалу како би играла „главну улогу”, а касније је откривено да је то Маестро у „Ђавољем акорду”. Варада Сету, која је раније била најављена као нова сапутница за петнаести серијал, изненађујуће се појавила у епизоди „Бум” као Менди Флин. Дејвис је рекао да она у 15. серијалу неће тумачити исти лик, али да ће њих две бити повезане. Такође је било најављено да ће додатну гостујућу улогу у серијалу играти Џонатан Гроф. Гроф је на крају тумачио насловног лика епизоде „Роуг”. Индира Варма, која је раније глумила Сузи Костело у Доктор Ху спиноф серији Торчвуд, појавила се као војвоткиња од Пембертона у истој епизоди. Пол Форман је добио улогу лорда Бартона. Седморо додатних гостујућих глумаца је откривено 31. марта 2024. међу којима су Голда Рошевел, Кали Кук, Шан Филипс, Бав Џоши, Лук Џерди, Тачија Њуол и Кејлин Спрингол. Остале гостујуће улоге тумачили су Амол Раџан, Том Рис Харис, Џенезис Лини и Шан Клифорд.

## Продукција

### Развој
Овај серијал је био први који је произведен у оквиру међународног стриминг партнерства са компанијом Disney Branded Television, пошто је она 2022. купила права за емитовање будућих епизода на платформи Disney+, почевши од специјала из 2023. године. BBC је био заинтересован за проналажење стриминг партнера који би „претворио серију у глобалну франшизу”. Дејвисово виђење било је у складу са BBC-овим, додајући да серија заслужује да буде међу „великим играчима” у савременом свету стриминга. Такође је желео да серија има већу продукцијску вредност, са Дизнијевим партнерством које би подигло буџет серији. Дејвис је објаснио да „ако желите да серија има већи буџет, није у реду да он дође од накнаде за лиценцу — већ треба да одемо до већег емитера, веће платформе и кренемо у копродукцију са њима”. Пре него што су написани сценарији, Дејвис је представио „концепт целог првог серијала” Дизнију, дајући им „груби формат како ће то ићи и какав ће бити облик и како ће изгледати и како ће се осећати.” Дизни је наводно потписао наруџбу за две сезоне серије.
Да би се поклопило са лансирањем серије на платформи Disney+, серијал је преименован у „1. сезону”. Дејвис је објаснио да би наставак са „14. серијалом” могао да одврати нову публику на платформи. Додајући да је „разлог зашто је опстао свих ових година то што Доктор Ху с времена на време стане, отвори врата и освежи се и увуче нову публику”. Бивши шоуранери Стивен Мофат и Крис Чибнал разматрали су сличне наслове за своје дебитантске серијале. Дејвис је желео да осавремени серију и „доведе у њу 2024. годину” са „новом енергијом” и „територијом коју никада раније нисмо дотакли” са циљем да буде „луђа, дивљија и смешнија”. Такође је желео да гурне „осећај забаве” у серију „јер мислим да нам је потребан... У данашње време, дођите и забавите се”. Дејвис је желео да серија пружи бекство од „тешког света”: „Желим да се људи свих узраста, искрено говорећи, окрену од вести и да се одврате од било какве агресије на интернету и да дођу у леп, безбедан простор, где ћемо се лепо провести”. Према Дејвисовим речима, BBC је желео да серија ојача свој ангажман са млађом публиком, а он је имао задатак да створи „једноставнију и млађу” варијанту програма.
Џули Гарднер, Џејн Трентер, Фил Колинсон и Џоел Колинс наставили су да буду извршни продуценти заједно са Дејвисом, док је Bad Wolf копродуцирао серију заједно са компанијама BBC Studios и Disney Branded Television. Мофат је потписан као извршни продуцент треће епизоде „Бум” за коју је написао сценарио и водио продукцијски поступак. Џули Ен Робинсон, редитељка епизода „Свемирске бебе” и „Бум”, такође је била извршна продуценткиња тих епизода.

### Писање
Дејвис је написао божићни специјал за 2023. годину и највећи део серијала, док су гостујући сценаристи били позвани за трећу и шесту епизоду. Бивши шоуранер и главни сценариста Стивен Мофат вратио се да напише епизоду „Бум”. Дејвис је контактирао Мофата у септембру 2021. и рекао му о својим плановима за серију. Мофат је Дејвису изнео неколико идеја пре него што је дошао на концепт који је на крају постао трећа епизода. Дејвис је такође наводно замолио Криса Чибнала, који је био на позицији шоуранера од 2018. до 2022. године, да се врати као гостујући сценариста, али је овај одбио понуду. Епизоду „Роуг” су написали сценаристи који су први пут писали за серију Доктор Ху, Кејт Херон и Брајони Редман. Скот Хендкок је био уредник сценарија. Серијал има епизодни формат, при чему првих шест епизода служе као самосталне приче, а завршава се дводелном завршницом. Дејвис је то упоредио са „антологијском серијом – сваке недеље, ново време и место”, а такође садржи „мале наговештаје и удице ту и тамо које би могле да се доведу до нечега” у последњим епизодама. Као и код његовог првог серијала из 2005. године, Дејвис није желео да серијал буде закрчен позадинском причом за гледаоце који први пут гледају Доктора Хуа и обезбедио је да се основни темељи поново открију очима сапутника.
Дејвис је створио тајанствену позадину за лик сапутнице Руби Сандеј; она је „сироче” које жели да уђе у траг својим правим родитељима, али њима нема трага. Био је инспирисан епизодама документарца Давно изгубљена породица: Рођен без трага, серије која покушава да поново споји пронађену децу са родитељима који су их напустили. Дејвис је желео да прича сапутника буде у корелацији са Докторовом причом, при чему су оба лика напуштена и усвојена као деца, што је наставак приче о Ванвременском детету, представљене у ери Тринаесте Докторке. Веровао је да ће ово створити јединствену везу између Доктора и Руби, а питање порекла неке особе и њене породичне историје би „погодило жицу” код публике. Дејвис је намеравао да Рубина позадина буде „скоро бајковита”, описујући је као „дикенсовску”. Позадина Бадње вечери ове приче значила је да се тема Божића може „уткати” у читав серијал; ово се показало кроз појаву пахуљица сваки пут када би се поменула Рубина прича. Дејвис је такође креирао удицу у виду тога да се у свакој епизоди приказује нови лик којег је играла иста глумица, Сузан Твист, при чему ни ликови ни публика не би знали зашто. Удицу је описао као облик „приповедања прича из доба интернета” с надом да ће „генерисати садржај”. Остале удице укључују злослутно стењање ТАРДИС-а и Рубину мистериозну комшиницу, госпођу Флад.
Божићни специјал уводи лик Руби и успоставља основу њене приче. Дејвис је рекао да је ова епизода случај „прекинуте приче”; прича је о Рубином рођењу, а „Временски господар ће очигледно почети да се увија у ту причу на начин на који нико други не може”; ти догађаји би привукли Доктора у Рубин живот у данашње време где „нешто почиње да се помера око њеног постојања” кроз њен низ лоше среће. Било је предвиђено да ова прича остави многа питања за прву епизоду серијала; Дејвис је објаснио да би божићна прича имала „превелику тежину” да је у потпуности представила Доктора и стога „он остаје мистерија за [Руби] већи део епизоде”. Он је то описао као „плес између два лика који се упознају, али се не упознају, на неки начин круже једно око другог... тако да осећате гравитацију како их привлаче једно према другом и тежину заплета која чини да се та тежа догоди.” Све у свему, Дејвис је желео да специјал буде „радосни” и „чисти, чисти Божић”, додајући да то треба да буде „велики центар свега”.
Усвајајући уобичајену формулу „чудовишта недеље”, серијал има различите жанрове и поставке. Дејвис је описао прве две епизоде као „дивље луде и бурне”, чиме је намеравао да „храбро изјави да је Доктор Ху задржао живце, образ и машту”, када су изашле на Disney+-у. Прва епизода је „добра, старомодна прича о чудовиштима”, са комичним призорима фарме беба у свемиру коју воде бебе попут „велике удице”. Друга епизода је историјска и смештена у 1960-е, која закорачи у „јединствено подручје” са заплетом „неспретне анархије у слободном паду”; епизода која „смишља своја правила право пред вама” и која је „нови Доктор Ху – са обртом”.
Трећа епизода „своди све до Доктора – усредсређујући се на њега” са „хичкоковским” напетим заплетом о ванземаљској планети разореној ратом и мрачнијим темама. Четврта епизода помера фокус на „Рубину реакцију на живот са Доктором”, у „узнемирујућој” велшкој народној хорор причи са слојевима „неизвесног тла”. Пета епизода је прича подстрекнута Црним огледалом која се бави зависношћу од екрана у утопијском граду, а истовремено је и „једна од најзабавнијих епизода Доктора Хуа коју можете замислити”. Шеста епизода је прича подстрекнута Бриџертоном смештена у регентску Британију са „мистеријом убиства у закључаној кући” и истополним љубавним заплетом за Доктора.
Дводелна завршница серијала је заплет катастрофе на савременој Земљи са кључним текућим нитима приче које достижу свој врхунац, међу којима је и откриће Рубине праве мајке и одговора који стоје иза ликова Сузан Твист. Дејвис је желео завршницу која би „генерисала електричну енергију” и служила као „окршај на крају сезоне”, једнако повећаним улозима његове претходне завршнице „Украдена земља” / „Крај путовања” (2008). Завршница поново уводи непријатеља класичне серије, Сутека, који је раније виђен у серијалу Пирамиде Марса (1975), при чему је Дејвис желео да „докаже да серија није почупала своје корење”. Такође је желео да завршница одговори на сва кључна питања, осим приче о госпођи Флад која је настала у виду „спорог грађења” и која би „веома јасно водила” до следећег серијала.
Пратећи повратак Творца Играчака и упозорења у „Кикоту”, Дејвис је желео да овај серијал направи „лукави корак” у жанр фантастике, са више натприродних антагониста, међу којима су и богови и легендарна створења. Гатва је додао да ће у серијал бити уведен „цео пантеон пун различитих зликоваца и предања и митологије”. Употреба гоблина као антагониста специјала је први пример да се серијал наслања на жанр фантастике. Дејвис је објаснио да ће неки од најмоћнијих богова у серији чинити део „пантеона”, легије зликоваца повезаних са Творцем Играчака. Ово је укључивало бога музике Маестра у „Ђавољем акорду” и бога смрти Сутека у „Легенди о Руби Сандеј” / „Царству смрти”. Разлажући зашто се одлучио за натприроднији приступ, Дејвис је изјавио да је желео да серија почне да одступа од предвидљиве наративне структуре и да „крши та правила”, дајући прилику да се „забави и подивља” са причама, као и да има непријатеље које изгледају као да их је „немогуће победити”.
Била је то слобода... [да] скинем точкове са бицикла и скине кров са собе и подигне ствари у свет фантазије. Тешка ствар је пронаћи начин да се победи [пантеон]. Мислим, постаје ми веома тешко да смислим начине да их победим. И зато Доктору постаје тешко да смисли начине да их победи. Тако да волим то. Чак и сада морам да измислим правила која ће их утврдити.— Расел Т. Дејвис

### Снимање
Предпродукција за серијал почела је 26. септембра 2022, са првим читањем сценарија у студију Bad Wolf 30. новембра исте године. Снимање на звучним позорницима и сетовима је одржано у истом студију. За одређене епизоде, серијал је користио „најбољу технологију” као што су виртуелни LED екрани и употреба дронова у студију, за приказивање ванземаљских пејзажа и повећање визуелне скале, слично технологији коју су користили Марвел и Ратови звезда. Снимање ван студија одвијало се широм Кардифа и других места широм Велса. Неки од ових сетова су коришћене за сцене локација у Лондону. Продукцијска екипа је променила уличне знакове и пешачке прелазе и додала црвене двоспратне аутобусе, телефонске говорнице и лондонске таксије да би се додатно повећала сличност.
Главно снимање почело је 5. децембра 2022. са првим продукцијским блоком — који се састојао од епизода „73 јарди” и „Тачка и мехур” — у режији Дилана Холмса Вилијамса. Гатва је углавном био одсутан током овог блока због својих обавеза у четвртој сезони Сексуалног образовања. Ово је довело до две узастопне приче са смањеном улогом Доктора. Дејвис је објаснио да је ангажовање Гатве за ту улогу, упркос његовим проблемима око доступности, био ризик који су били спремни да преузму да би обезбедили „најбољег могућег Доктора у 2024. каквог смо могли да пожелимо”. Снимање другог блока — који се састојао од божићног специјала из 2023. „Црвка на Руби роуду” — почело је током прве недеље фебруара 2023. у режији Марка Тондераја. Тондерај је претходно режирао епизоде једанаестог серијала „Споменик духовима” и „Роза” (обе из 2018). Трећи продукцијски блок — који се састојао од епизода „Свемирске бебе” и „Бум” — ушао је у продукцију у марту 2023. у режији Џули Ен Робинсон. Блок 3 је био скоро у потпуности био везан за студио, а обе епизоде су покривале футуристичке, ванземаљске поставке које су постигнуте на звучним позорницама. Четврти продукцијски блок — који се састојао од историјских епизода „Ђавољи акорд” и „Роуг” — почео је да се снима 19. априла 2023. у режији Бена Чесела. Пети продукцијски блок — који се састојао од дводелне завршнице „Легенда о Руби Сандеј” / „Царство смрти” — почео је да се снима 5. јуна 2023. у режији Џејмија Донохјуа. Снимање серијала завршено је 14. јула 2023. године.

### Музика
Мареј Голд се вратио да компонује музику за божићни специјал 2023. и четрнаести серијал. Рад на партитури серијала почео је почетком 2023. године. Теме за Петнаестог Доктора и Руби Сандеј под насловима „Fifteen” и „The Life of Sunday” први пут су изведене уживо као део Доктор Ху @60: Музичка прослава у октобру 2023. године.
Песму „The Goblin Song” је написао Дејвис, а компоновао Голд заједно са BBC Националним оркестром Велса, за музичку нумеру током епизоде „Црква на Руби роуду”. Она је објављена као добротворни сингл За децу у невољи 11. децембра 2023. године, достижући врхунац на 12. месту на Добротворним сингловима Уједињеног Краљевства. Песму је извела Кристина Ротондо као Џенис Гоблин, док су поједине стихове отпевали и Гатва и Гибсонова, који су изведени током снимања. Песма је компонована у Миленијум Центру Велса у јануару 2023. и изведена је на читању сценарија специјала. Голд је описао песму као „заиста забавну” и рекао да је Дејвис „увек желео да Доктор Ху буде што музикалнији”.
Епизода „Ђавољи акорд” се завршава троминутном музичком нумером, која укључује вокале и Гатве и Гибсонове. Голд је добио задатак да напише и компонује песму током претпородукције друге епизоде. Дејвис је желео „слављенички” завршетак након што се музика врати: „Желим да екран пукне, желим да тај четврти зид почне да се руши”, а Голд је додао да „цела епизода заиста почива на овом великом ослобађању осећања”. Продукцијска екипа га је такође обавестила да напише „неке заиста лоше песме Битлса” за сцене у којима музика не успева. Према Голдвим речима, Дејвис му је послао мејл у којем га је замолио да их „само учини смешним”, а он је написао песме за „око 15 секунди”.
Епизода „Роуг” је садржала оркестарске обраде песама Били Ајлиш и Лејди Гаге, као и нумере из филма Вили Вонка и фабрика чоколаде и од Кајли Миног.

## Приказивање

### Промоција
Дана 30. новембра 2023. објављен је наслов, синопсис и гостујуће улоге за епизоду „Црква на Руби роуду”. Трејлер за специјал је објављен након епизоде „Кикот” 9. децембра исте године. Глумачка постава је присуствовала представљању за штампу у биоскопу -{BFI Southbank
}- 12. децембра 2023, где су Гатва и Гибсонова осветлили Лондонско око у плаво; ово је био део „Доктор Ху преузимања” лондонског Јужног насипа, које је садржало интерактивну скулптуру „Уметност регенерације” и излагање соничног шрафцигера Петнаестог Доктора. Гатва се појавио у емисији Грејам Нортон шоу 15. децембра 2023. како би промовисао специјал, где је приказан један клип из епизоде.
Дана 25. децембра 2023. први тизер трејлер за четрнаести серијал приказан је на каналу BBC One након емитовања „Цркве на Руби роуду”, чиме је потврђено да ће серијал почети са емитовањем у мају 2024. године. Дана 18. фебруара 2024. први промотивни постер је објављен на друштвеним мрежама. Датум премијере и нови планови емитовања објављени су 15. марта 2024. заједно са објављивањем другог тизер трејлера и постера. Дејвис је рекао да му је „велико задовољство што је заједно покренуо читаву нову сезону Докторових и Рубиних пустоловина”. Саопштење за штампу из марта 2024. најавило је да ће серијал садржати „пустоловине све од регентске ере у Енглеској, до ратом разорених будућих светова”.
Disney+ је 22. марта 2024. објавио свој званични трејлер за серијал. Ремикс песме „Changes” Дејвида Боувија коришћен је у саундтреку за трејлер. Дана 31. марта 2024. наслови сваке епизоде су појединачно откривени на друштвеним мрежама у интервалима од 30 минута, након чега је објављен и нови трејлер. У априлу 2024. часописи као што су Empire, SFX и Entertainment Weekly су објавили интервјуе са Гатвом, Гибсоновом и Дејвисом који су промовисали серијал. Дана 25. априла, аутобус „Доктор Ху путовање” је виђен како обилази знаменитости у централном Лондону, међу којима су били и Вестминстерски мост и Аби Роуд, пре него што је стигао у биоскоп Regent Street Cinema на представљање за штампу у Уједињеном Краљевству. Гатва и Гибсонова су промовисали серијал у Њујорку; рекламе су приказиване на билбордима на Тајмс скверу, а интервјуи су укључени у емисије Добро јутро, Америко, ABC Вести и Вече са Сетом Мајерсом. Реплика ТАРДИС-а појавила се у Одмаралишту Дизниленд у Калифорнији уочи премијере. Воз Њујоршког метроа са брендом Доктора Хуа виђен је како пролази кроз Тајмс сквер, а вагони су били осликани уметничким мотивима новог серијала.
Часопис Radio Times објавио је три збирке насловница са Доктором и Руби за издање од 4. до 10. маја 2024. године. Претпремијерни клипови епизоде „Свемирске бебе” објављени су 4. и 5. маја. Гатва се појавио у улози Доктора у Утакмици дана заједно са водитељом емисије Геријем Лајнкером у уводном скечу за промоцију серијала. Disney Branded Television био је домаћин представљања серијала америчкој штампи у NeueHouse Hollywood-у у Лос Анђелесу 8. маја 2024. године. Истог дана, Billboard је објавио ексклузивни снимак из „Ђавољег акорда”, а други клип је BBC објавио 10. маја.
Након завршетка серијала, Гатва, Гибсонова и Дејвис појавили су се на San Diego Comic-Con-у 2024. године, где су разговарали о четрнаестом серијалу на панелу којим је модерирао Џош Хоровиц. Дејвис је такође учествовао у панелу са Алексом Керцманом, шоуранером више телевизијских серија у оквиру франшизе Звездане стазе. Сарадња је означена као „први Дан међугалактичког пријатељства”.

### Емитовање
Серијалу су претходила три специјала која су емитована током новембра и децембра 2023, обележавајући Дејвисов повратак и 60. годишњицу серије, као прве епизоде које су објављене на међународном нивоу на стриминг платформи Disney+. Божићни специјал из 2023. године, „Црква на Руби роуду”, емитован је 25. децембра и послужио је као Гатвина и Гибсонина прва пуна епизода.
Четрнаести серијал је почео са приказивањем 11. маја 2024, када су у поноћ по британском времену објављене прве две епизоде на BBC iPlayer-у и Disney+-у, а потом су обе узастопно емитоване на каналу BBC One касније тог дана. Наредне епизоде су пратиле исти образац објављивања. Дводелна завршница, „Легенда о Руби Сандеј” / „Царство смрти”, приказана је заједно у биоскопима у Уједињеном Краљевству 21. јуна, при чему је последња епизода усклађена са објављивањем у поноћ 22. јуна.
Дана 20. јуна 2024. нова епизода Прича из ТАРДИС-а емитована је на каналу BBC Four, са првим појављивањем Сутека од Пирамидама Марса (1975) и испуњена новим сценама Гатве и Гибсонове.

### Доктор Ху: Отворено
Серијал је пратио серијал Доктор Ху: Отворено, пратећи серијал о догађајима иза кулиса. Усвајајући сличан формат као некадашњи програм о догађајима иза сцене Доктор Ху: Поверљиво, Отворено прати сваку нову епизоду Доктора Хуа са 30-минутном остварењем на каналу BBC Three, које води Стефан Пауел. Серијал је најављен 27. септембра 2023. пошто су се тачни извештаји о серији појавили претходне године. Додатна епизода Отвореног пратила је завршницу серијала и садржи раније невиђене клипове из читавог серијала.

### Кућна издања
Серијал је објављен на DVD и Blu-ray форматима 12. августа 2024. под називом „1. сезона”. Доступан је за претпродају од маја исте године.

### Новелизација
Три епизоде из серијала су романизоване у издању издавачке куће Target Books, заједно са поновним издањем божићног специјала из 2023. у меком повезу. Књиге су пуштене у продају 8. августа 2024. године.

## Пријем

### Критике
На веб-страници Rotten Tomatoes, 14. серијал има рејтинг одобравања од 94% на основу 179 рецензија, са просечном оценом 6,9/10. Консензус веб-сајта гласи: „Жустра интерпретација Доктора Шутија Гатве доноси дашак свежег ваздуха ТАРДИС-у, пилотирајући ову дугогодишњу научно-фантастичну серију у узбудљиву нову еру.” Веб-сајт Metacritic, који користи пондерисани просек, доделио је серији оцену 72 од 100, на основу 18 рецензија, што указује на „генерално повољне” критике. Епизоде „Бум” и „Роуг” су критичари сматрали најбољим епизодама серијала, док су „Свемирске бебе” и „Царство смрти” сматрали најгорима. Писац за IGN, Карлос Моралес, сматрао је да је серијал значајно побољшање у поређењу са онима под Крисом Чибналом. Упркос томе, и даље је проналазио недостатке у Дејвисовом писању и Гатвиној улози, али је и даље похвалио његову и Гибсонину изведбу. Пишући за The New York Times, Маја Филипс је такође похвалила Гатвину глуму у целом серијалу, као и повећану разноликост. Филипсова је даље писала о томе да је серија имала значајну промену тона у односу на претходне серијале, наводећи: „Дизни је можда у раним фазама трансформације BBC-ове серије као што је то учинио са другим франшизама, попут Ратова звезда, што је прерасло у велико проширивање франшизе на штету изворног производа.” Многи критичари и гледаоци критиковали су решење лука приче у серијалу, сматрајући да је откривање Рубине мајке као обичне особе било незадовољавајуће и разочаравајуће након његовог развоја у ранијим епизодама.

### Рејтинзи
Рејтинзи гледаности четрнаестог серијала били су приметно нижи од претходних серијала Доктора Хуа, као и специјала за 2022/2023. „Црква на Руби роуду”, Гатвина прва комплетна епизода у улози Доктора, изгубила је више од два милиона гледалаца у поређењу са оном његовог претходника Дејвида Тенанта, „Звезданом звери” (2023). Поред тога, његова прва епизода у серијалу, „Свемирске бебе”, имала је преко пет милиона гледалаца мање од дебија Џоди Витакер у епизоди „Жена која је пала на Земљу” (2018). Претпостављало се да је пад у гледаности у великој мери узрокован раном објављивању епизода на BBC iPlayer-у. Рејтинзи гледаности четрнаестог серијала, осим претходног божићног специјала, укључивали су само гледаност сваке епизоде суботом увече на каналу BBC One, али не и рејтинге са iPlayer-а. Други разлози су приписани променама у навикама гледања, а културни диверзитет између гледалаца серије укључивао је трансродног лика у специјалима из 2023. и пољубац између Доктора и другог мушког лика у епизоди „Роуг”. BBC је навео да „гледаност преко ноћи више не пружа тачну слику свих оних који гледају драме у стриминг свету”.
У консолидованим подацима, серијал је остао у складу са тринаестим серијалом емитованим три године раније. Такође је задржао сличан удео као у епизодама током ере Мета Смита и Питера Капалдија, што је више од просечног удела током Витакерине ере. Уочи дводелне завршнице, Дејвис је признао да рејтинзи нису били тако високи колико су продуценти очекивали да буду, али је приметио да број гледалаца расте у подацима за 28 дана. До 21. јуна „Свемирске бебе” је погледало 5,9 милиона људи, док је „Ђавољи акорд” погледало укупно 5,7 милиона гледалаца. Обе епизоде су премашиле специјал из 2022. године, „Моћ Доктора”. Дејвис је такође рекао да је њихов крајњи циљ био да доведу млађу публику у серију и да се серијал посебно истакне међу публиком узраста од 16 до 34 године и млађима од 16 година. Серијал је све време био најгледанији програм међу гледаоцима млађим од 30 година. Упркос нижим рејтинзима, Дејвис се надао да ће серија бити обновљена за шеснаести серијал. Такође је објављено да је BBC чекао на потенцијално продужење уговора о копродукцији са Дизнијем, како би га завршио пре него што га званично наручи.
Биоскопска пројекција последње епизоде зарадила је 364.253 фунти на биоскопским благајнама. Било је то четврто најпрофитабилније приказивање у биоскопима у Уједињеном Краљевству за викенд када је приказан. У Сједињеним Државама, Доктор Ху је био најтраженији програм из Уједињеног Краљевства. Такође је заузео седмо место на списку Дизнијевих најтраженијих серија. Међутим, узимајући у обзир напредну маркетиншку кампању и повећање буџета, његов учинак у САД је и даље описан као „незадовољавајући”, а запослени у Дизнију су га назвали „добрим, али не и сјајним”.